# Stade de Mont-Dore
Stade de Mont-Dore – wielofunkcyjny stadion w Le Mont-Dore w Nowej Kaledonii. Jest obecnie używany głównie dla meczów piłki nożnej. Swoje mecze rozgrywa na nim drużyna piłkarska AS Mont-Dore. Stadion może pomieścić 1000 widzów.